# شهرستان مکون (آلاباما)
شهرستان مکون، آلاباما (به انگلیسی: Macon County, Alabama) شهرستانی در ایالات متحده آمریکا است که در آلاباما واقع شده‌است.

## خصوصیات
شهرستان مکون ۱٬۵۸۷٫۶۷ کیلومترمربع مساحت دارد.